# كورينتين جاكوب
كورينتين جاكوب (بالفرنسية: Corentin Jacob) (7 يناير 1997 ببريست في فرنسا - ) هو لاعب كرة قدم فرنسي في مركز الوسط.

## وصلات خارجية
- كورينتين جاكوب على موقع قاعدة بيانات كرة القدم.إي يو (الإنجليزية)
- كورينتين جاكوب على موقع Soccerway.com (الإنجليزية)